# Natrozippeite
La natrozippeite è un minerale appartenente al gruppo della zippeite.